# Nagytapolcsány
Nagytapolcsány (szlovákul Topoľčany) város Szlovákiában. A Nyitrai kerület Nagytapolcsányi járásának székhelye. Kisbölgyén és Nagybölgyén tartozik hozzá.

## Fekvése
Nyitrától 32 km-re északra, a Bebrava jobb partján fekszik.

## Története
Nagytapolcsány területe már az őskorban lakott volt, majd bronzkori, római, ószláv és honfoglalás kori magyar település.
A várost német telepesek alapították a 12. században. Először 1173-ban említik Tupulchan néven. Várának romja a várostól 15 km-re északnyugatra, Kővárhely falu határában áll. A vár a 13.–14. század fordulóján épülhetett, első birtokosai a Csákok voltak, majd királyi vár. Az 1440-es években a husziták egyik támaszpontja. Katonai szerepe ezután már nem volt. A 17. században késő reneszánsz stílusban átépítették, a 19. században egyes részeit helyreállították, azóta pusztul.
A városnak 1285-ben már volt temploma. 1318-ban Thopolchan, 1332-ben Tapolchan néven említik. A 14. század elején Csák Máté birtoka. Csák Máté halála után királyi város lett. Szabad királyi városként 1342-ben említik először. 1431-ben huszita támadás érte. A 15. században fallal erősítették meg. 1584-ben parasztlázadás tört ki, 1599-ben a török dúlja fel. A 16. században az Országh és Losonczi családok birtoka. A század közepén itt is elterjedt a reformáció. Evangélikus iskoláját 1580-ban alapították. A század végén 124 ház állt a településen. 1599-ben a török fosztotta ki a várost. 1601-ben a Forgách családé lett. A 17. században kezdtek megalakulni céhei, az első az 1609-ben alapított cipészek céhe volt. Rajtuk kívül még számos kézműves is élt itt. Céhük volt többek közt a csizmadiáknak, szabóknak, gombkötőknek, szűcsöknek. A 18. század közepén már 116 céhbe tömörült kézműves élt és dolgozott a városban. 1618-ban II. Rudolf császártól vásártartási jogot kapott. 1715-ben 117 háztartás volt a városban. 1719-ben a Berényi, 1733-ban a Traun család lett a birtokosa. A régi Szent András templom helyén 1740-ben barokk templom épült, melyet 1779–1802 között újjáépítettek. 1750 körül épült a kegykápolna. A 18. század végén hatalmas tűzvészek pusztították a várost. 1783-ban 140 ház, 1787-ben 80 ház és 12 pajta égett le. 1790-ben újabb tűzvész tört ki, melynek következtében a legtöbb ház elpusztult. 1787-ben 256 házában 1926 lakos élt. 1828-ban 353 háza és 2475 lakosa volt. 1831-ben kolerajárvány tört ki, melynek 163 lakos esett áldozatul. A járvány megismétlődött 1855-ben 180, és 1866-ban 162 áldozattal. 1868-ban a korábbi Traun birtokot a Stummer család vásárolta meg, akik 1870-ben korszerű cukorgyárat építettek ide. Első állami iskolája 1903-ban nyílott.
A trianoni békeszerződésig Nyitra vármegye Nagytapolcsányi járásának székhelye. A város első középiskolája 1936-ban nyílt meg. 
A zsidók meghurcolása a második világháború után sem ért véget, Nagytapolcsányban 1945 szeptemberében még zsidó pogrom is volt.

## Népessége
| Év:            | 1994.  | 2004.    | 2014.   | 2024.   |
| -------------- | ------ | -------- | ------- | ------- |
| Emberek száma: | 32 156 | 28 728   | 26 421  | 23 985  |
| Eltérés:       |        | -10,66 % | -8,03 % | -9,21 % |

| Év:            | 2023.  | 2024.   |
| -------------- | ------ | ------- |
| Emberek száma: | 24 086 | 23 985  |
| Eltérés:       |        | -0,41 % |

| Év   | Lakosság | Anyanyelvek szerint | Anyanyelvek szerint | Anyanyelvek szerint | Anyanyelvek szerint         | Felekezet       | Felekezet | Felekezet                                             |
| Év   | Lakosság | magyar              | szlovák             | német               | egyéb                       | Római katolikus | Izraelita | Egyéb vallású                                         |
| ---- | -------- | ------------------- | ------------------- | ------------------- | --------------------------- | --------------- | --------- | ----------------------------------------------------- |
| 1880 | 3689     | 373                 | 2142                | –                   | –                           | –               | –         | –                                                     |
| 1890 | 4244     | 523                 | 2652                | 1059                | –                           | 2842            | 1369      | 24                                                    |
| 1900 | 4952     | 1143                | 2594                | –                   | –                           | –               | –         | –                                                     |
| 1910 | 6399     | 2110                | 3259                | 965                 | –                           | –               | –         | –                                                     |
| 1921 | 7238     | 253                 | 5391                | –                   | –                           | –               | –         | –                                                     |
| 1930 | 8731     | 101                 | 7555                | 81                  | 758 (zsidó, ruszin, egyéb)  | 6223            | 2192      | 316 (evangélikus, református, görög katolikus, egyéb) |
| 1970 | 13850    | 25                  | 13524               | –                   | –                           | –               | –         | –                                                     |
| 1980 | 31340    | 55                  | 30751               | –                   | –                           | –               | –         | –                                                     |
| 1991 | 32603    | 76                  | 31994               | –                   | –                           | –               | –         | –                                                     |
| 2001 | 28968    | 57                  | 28347               | –                   | –                           | –               | –         | –                                                     |
| 2011 | 27177    | 241                 | 24930               | 155                 | –                           | –               | –         | –                                                     |
| 2021 | 25249    | 46                  | 23057               | –                   | 346 (cigány, ruszin, egyéb) | –               | –         | –                                                     |

## Gazdaság
Legismertebb ipari üzeme a SABMiller tulajdonában álló Topvar sörgyár. Jelentősebb munkaadók még a konyhabútorokat gyártó Decodom, a japán tulajdonú SEWS kábelgyár, illetve az Ozeta ruhaüzem.

## Nevezetességei
- A Nagyboldogasszony tiszteletére szentelt római katolikus temploma a 13. századi templom helyén, 1790 és 1802 között épült barokk stílusban.
- Kegykápolnájában a Szűzanya 1634-ben készített kegyszobra látható – amely eredetileg a tavarnoki út melletti kápolnában állott –, egyszerű vidéki fafaragó alkotása. A kápolna 1750-ben épült, a Kármelhegyi Boldogasszony tiszteletére van szentelve. A szobor 1854-ben került a főoltárra, azóta búcsújáróhely. A szoborhoz a következő legenda tartozik: Egykor egy este a zavadi plébános kocsin ment haza Nagytapolcsányból, mikor lovai váratlanul megálltak. A pap megkérdezte kocsisát, hogy mi az, mire az azt válaszolta, hogy valami öregasszony áll a hintó előtt. Erre a pap utasította: „Verd végig az ostorral.” A kocsis ezt meg is tette, mire másnap a Fájdalmas Szűzanya arcán vérző sebet láttak az imádkozók.
- A Kálvárián álló Szent Kereszt kápolnája 1856-ban épült.
- Kastélya 1600 és 1610 között épült reneszánsz stílusban, később klasszicista stílusban építették át. 1945-ben leégett és elpusztult.

## Neves személyek
- Itt született 1653-ban Szabolt Ferenc jezsuita rendi áldozópap.
- Itt született 1682-ben Bednári Mihály jezsuita rendi szerzetes, bölcseletdoktor.
- Itt született 1781. december 17-én Aranyosy János piarista pap, költő.
- Itt született 1816 körül Mai Henrik bölcsész- és orvosdoktor, főreáliskolai tanár, Mai Manó fényképész édesapja.
- Itt született 1819-ben Czápay Imre piarista szerzetes-tanár, igazgató.
- Itt született 1845-ben Csippék János gyógyszerész, gyógyszerészet-történész.
- Itt született 1854-ben Kelecsényi Károly entomológus.
- Itt született 1853. április 23-án Komlóssy Ferenc esztergomi kanonok, tanfelügyelő, író.
- Itt született 1878-ban Cserenyey István Antal plébános, egyháztörténész.
- Itt született 1895. szeptember 6-án Gorka Géza Munkácsy- és Kossuth-díjas magyar keramikus, érdemes művész.
- Itt született a 19. században Bernfeld Jónás rabbi.
- Itt született 1923-ban Jozef Marko labdarúgó és edző.
- Itt született 1924-ben Rudolf Vrba biokémikus.
- Itt született 1927-ben Ľubor Kresák csillagász.
- Itt született 1939-ben Peter Blaho, a Nagyszombati Egyetem volt rektora, jogtörténész.
- Itt született 1955-ben Rudolf Sivák, a Pozsonyi Közgazdaságtudományi Egyetem rektora.
- Itt született 1964-ben Robert Fico szlovák miniszterelnök.
- Itt született 1974-ben Miroslav Šatan 2002-es világbajnok és Stanley Kupa győztes jégkorongozó.
- Itt született 1976-ban Ľubomír Višňovský jégkorongozó.
- Itt született 1976-ban Boris Peškovič labdarúgó.
- Itt született 1979-ben Mário Breška labdarúgó.
- Itt élt Robert Joachim Büchler (1929–2009) történész, békeaktivista.
- Itt hunyt el 1872-ben Kubicza Vince római katolikus plébános.
- Itt hunyt el 1900-ban Nyáry Rudolf esztergomi kanonok, vallásos író.
- Itt hunyt el 1991-ben Szütsy Lóránt vadászíró, tanár.

## Külső hivatkozások
- Hivatalos oldal
- Nem hivatalos oldal
- Az OBFZ Topolčany hivatalos oldala
- E-obce.sk Archiválva 2007. október 15-i dátummal a Wayback Machine-ben
- Községinfó
- Nagytapolcsány Szlovákia térképén